# Junior MasterChef
Junior MasterChef es un programa de televisión británico, transmitido por la BBC, que consiste en una competición de cocina para niños de nueve a doce años, que buscan ser coronados como «Junior MasterChef». Es una serie derivada de MasterChef.
Junior MasterChef tuvo sus primeras temporadas entre 1994 y 1999, y fue presentado por Loyd Grossman. Después de un largo hiato, regresó con un formato renovado en 2010, ahora presentado por la escritora y actriz Nadia Sawalha, quién ganó la serie Celebrity MasterChef en 2007, y el chef profesional John Torode, quien también ha presentado MasterChef. Tuvo otras temporadas en 2012 y en 2014.
Al igual que MasterChef, Junior MasterChef ha sido replicado y adaptado en numerosos países.

## Ganadores
| Año  | Ganador             |
| ---- | ------------------- |
| 1994 | Katie Targett-Adams |
| 1995 | Jenna Tinson        |
| 1996 | Lucy Wright         |
| 1997 | Serena Martin       |
| 1998 | Adam Cowley         |
| 1999 | Dominique Fraser    |
| 2010 | Georgia Bradford    |
| 2012 | Tom Barlow-Kay      |
| 2014 | Phoebe Riley        |

## Adaptaciones internacionales
| País               | Nombre                            | Anfitrión(es)                                                                                     | Jueces                                                                                            | Canal de televisión | Fechas de aire |
| ------------------ | --------------------------------- | ------------------------------------------------------------------------------------------------- | ------------------------------------------------------------------------------------------------- | ------------------- | --- |
| Australia          | Junior MasterChef Australia       | George Calombaris Gary Mehigan                                                                    | Gary Mehigan George Calombaris Matt Preston (1° temporada) Anna Gare Matt Moran (2° temporada)    | Network Ten         | 12 de septiembre–15 de noviembre de 2010 (1° temporada) 25 de septiembre–23 de noviembre de 2011 (2° temporada)                                                      |
| Bélgica (holandés) | Junior MasterChef Bélgica         | Desconocido                                                                                       | Wout Bru Fatima Marzouki                                                                          | vtm                 | 18 de enero–? de 2012 |
| Brasil             | MasterChef Junior                 | Ana Paula Padrão                                                                                  | Erick Jacquin Paola Carosella Henrique Fogaça                                                     | Rede Bandeirantes   | 20 de octubre–15 de diciembre de 2015 |
| Colombia           | Masterchef Junior Colombia        | Claudia Bahamón                                                                                   | Jorge Rausch Nicolás de Zubiría José Ramón Castillo                                               | RCN Televisión      | 22 de julio-22 de septiembre de 2015 |
| Chile              | Junior MasterChef Chile           | Diana Bolocco                                                                                     | Christopher Carpentier Yann Yvin Ennio Carota                                                     | Canal 13            | 20 de marzo de 2016-5 de junio de 2016 |
| España             | MasterChef Junior                 | Eva González                                                                                      | Pepe Rodríguez Rey Jordi Cruz Samantha Vallejo-Nágera                                             | La 1                | 23 de diciembre de 2013–6 de enero de 2014 (1° temporada) 30 de diciembre de 2014–3 de febrero de 2015 (2° temporada) 1 de diciembre de 2015-presente (3° temporada) |
| Estados Unidos     | MasterChef Junior                 | Gordon Ramsay                                                                                     | Joe Bastianich (1°-3° temporada) Graham Elliot Christina Tosi (temporada 4°-)                     | Fox                 | 27 de septiembre de 2013–presente |
| Finlandia          | Junior MasterChef                 | Tomi Björck Meri-Tuuli Lindström                                                                  | Tomi Björck Meri-Tuuli Lindström                                                                  | Nelonen             | 19 de agosto–7 de octubre de 2012 |
| Francia            | Junior MasterChef                 | Carole Rousseau                                                                                   | Frédéric Anton Yves Camdeborde Sebastian Demorand                                                 | TF1                 | 22 de diciembre de 2011; 5 de julio de 2012; 27 de diciembre de 2013                                                                                                 |
| Grecia · Chipre    | Junior MasterChef Grecia          | Maria Mpekatorou                                                                                  | Yiannis Loukakos Lefteris Lazarou Dimitris Skarmoutsos                                            | Mega Channel        | 27 de noviembre de 2011–5 de febrero de 2012 |
| Grecia · Chipre    | Junior MasterChef Grecia II       | —                                                                                                 | Eleni Psyhouli Manolis Papoutsakis Magky Tabakaki                                                 | Star Channel        | 13 de septiembre de 2018–24 de diciembre de 2018 |
| India              | Junior Masterchef Swaad Ke Ustaad | Kunal Kapoor Vikas Khanna Surjan Singh Jolly                                                      | Kunal Kapoor Vikas Khanna Surjan Singh Jolly                                                      | Star Plus           | 17 de agosto–2 de noviembre de 2013 |
| Indonesia          | Junior MasterChef Indonesia       | Rinrin Marinka Bara Pattiradjawane (2° temporada-) Arnold Poernomo Degan Septoadji (1° temporada) | Rinrin Marinka Bara Pattiradjawane (2° temporada-) Arnold Poernomo Degan Septoadji (1° temporada) | RCTI                | 6 de abril de 2014–5 de marzo de 2015 |
| Israel             | Junior MasterChef Israel          | Desconocido                                                                                       | Haim Cohen Eyal Shani Micahl Anski Yonatan Rochfeld                                               | Channel 2 (Keshet)  | 22 de abril de 2012–presente |
| Italia             | Junior MasterChef Italia          | Joe Bastianich Carlo Cracco                                                                       | Bruno Barbieri Lidia Bastianich Alessandro Borghese                                               | Sky Uno Cielo       | 13 de marzo de 2014–presente |
| México             | Master Chef Junior México         | Anette Michel                                                                                     | Benito Molina, Adrián Herrera, Betty Vázquez                                                      | TV Azteca           | Se transmite actualmente |
| Países Bajos       | Junior MasterChef                 | —                                                                                                 | Alain Caron Peter Lute                                                                            | Net 5               | 28 de noviembre–24 de diciembre de 2011 |
| Países Bajos       | Junior MasterChef                 | —                                                                                                 | Alain Caron Ron Blaauw                                                                            | SBS 6               | 12 de octubre de 2012–presente |
| Filipinas          | Junior MasterChef Pinoy Edición   | Judy Ann Santos-Agoncillo                                                                         | Fern Aracama Rolando Laudico JP Anglo                                                             | ABS-CBN             | 27 de agosto de 2011–18 de febrero de 2012 |
| Polonia            | MasterChef Junior Polska          | Michael Moran                                                                                     | Michael Moran Mateusz Gessler Anna Starmach                                                       | TVN                 | 2016 |
| Portugal           | Masterchef Júnior                 | Teresa Fernandes (narrador)                                                                       | Manuel Luís Goucha Rui Paula Miguel Rocha Vieira                                                  | TVI                 | 2016 |
| Rusia              | MasterChef Deti                   | Alexandr Belkovich Andrey Shmakov Giuseppe D'Angelo                                               | Alexandr Belkovich Andrey Shmakov Giuseppe D'Angelo                                               | STS                 | 7 de noviembre de 2015-presente |
| Suecia             | Sveriges yngsta mästerkock        | Tina Nordström Leif Mannerström Markus Aujalay                                                    | Tina Nordström Leif Mannerström Markus Aujalay                                                    | TV4                 | 9 de abril de 2014-presente |
| República de China | Kid's Kitchen                     | Wlliam Hsieh Big Stomach LIZ SOAC                                                                 | Wlliam Hsieh Big Stomach LIZ SOAC                                                                 | CTS                 | Septiembre de 2015–presente |
| Tailandia          | Junior MasterChef Tailandia       | Patiparn Pataweekarn Ban Boribun Chatchaya Ruktakanit                                             | Patiparn Pataweekarn Ban Boribun Chatchaya Ruktakanit                                             | Channel 3           | 3 de febrero de 2013–presente |
| Vietnam            | Junior MasterChef Vietnam         | TBD                                                                                               | TBD                                                                                               | VTV3                | 2016 |